# Antônio Marcos Pinto de Oliveira
Antônio Marcos Pinto de Oliveira (Rio de Janeiro - RJ, 16 de fevereiro de 1950 - Rio de Janeiro - RJ, 29 de março de 1972) foi um militante político brasileiro, pertencente à Vanguarda Armada Revolucionária Palmares – VAR-Palmares e integrante da luta armada contra a ditadura militar brasileira, regime instaurado em 1 de abril de 1964 e que durou até 15 de março de 1985.

## Biografia
Antônio Marcos Pinto de Oliveira nasceu no dia 16 de fevereiro de 1950 na capital do Rio de Janeiro, filho de Januário de Almeida de Oliveira e Luiza Pinto de Oliveira. Durante o período da ditadura civil militar brasileira atuou no movimento estudantil carioca nos anos de 1966 a 68, como secundarista. Foi estudar no Seminário e, em 1970/71, passou a fazer parte de um trabalho comunitário em Osvaldo Cruz na paróquia do Padre João Daniel.
Depois de militar na Ala Vermelha, ingressou na VAR-Palmares, mesma organização que militava a ex-presidente Dilma Rousseff. Em 1971, foi forçado a ir para a clandestinidade, quando foram presos vários amigos que, com ele, faziam o trabalho comunitário em Osvaldo Cruz.
Antônio Marcos Pinto de Oliveira, foi assassinado durante o evento conhecido como Chacina do Quintino, aos 22 anos de idade, em 29 de março de 1972 no Rio de Janeiro.

## Morte e Chacina do Quintino
A Chacina do Quintino, foi uma operação policial realizada na casa de numero 72, na Avenida Suburbana 8.985, em Quintino, localizado na Zona norte do Rio de janeiro, que funcionava como uma base para a organização politica do movimento VAR-Palmares. A operação foi planejada pelos agentes do Destacamento de Operações e informações do I Exercito (DOI-CODI/RJ), contando com a ajuda da Polícia Militar do estado do Rio de Janeiro e do Departamento de Ordem Política e Social do Estado da Guanabara (DOPS/GB).
No dia 29 de março de 1972, a casa onde Antônio Marcos estava, foi cercada pelos agentes do DOI-CODI/RJ, no episódio que ficou conhecido como "Chacina do Quintino". Além de Antônio estavam reunidos com ele outros três militantes do movimento VAR-Palmares,  Lígia Maria Salgado Nóbrega e Maria Regina Lobo Leite Figueiredo, que também foram assassinadas no local, e James Allen da Luz, guerrilheiro brasileiro que havia liderado o sequestro do voo Cruzeiro do Sul 114, e que consegui fugir da Chacina do Quintino pulando o muro que se encontrava nos fundos da casa.
Segundo informações que foram divulgadas pelos órgãos oficiais do estado brasileiro na época, Antônio Marcos, teria morrido por decorrência de disparos feitos pelos agentes do estado, após o mesmo ter reagido a ação policial. Porém investigações posteriores comprovaram que não teve reação por parte dos militantes, aumentando a tese de que os mesmos foram executados pelos agentes do DOI-CODI/RJ.
A Comissão Estadual da Verdade do Rio de Janeiro (CEV/RJ), entrevistou os moradores de Quintino, que eram vizinhos da residência na época da chacina, os mesmo informaram que a polícia já se encontrava pelo bairro desde o fim da tarde do dia 29 de março, preparando a operação que ocorreu durante a noite do mesmo dia. Outro ponto destacado pelos moradores que testemunharam o ocorrido, é que os barulhos dos disparos vinham apenas do lado de fora da casa, onde se encontravam os policiais, sendo que em nenhum momento foi possível escutar disparos vindo de dentro da residência onde se encontravam os militantes do VAR-Palmares. A investigação da Comissão Estadual da Verdade do Rio de Janeiro, aponta também que não haviam vestígios de pólvora nos corpos das vítimas e nem armas no local, o que da mais credibilidade para a hipótese de que não existiu uma troca de tiros dos militantes com os policiais, confirmando a possível execução dos mesmos, por parte das forças repressivas do estado brasileiro.
O corpo de Antônio Marcos Pinto de Oliveira, deu entrada no Instituto Médico Legal (IML) no dia 30 de março de 1972, porém como desconhecido. A família só conseguiu fazer o reconhecimento e a liberação do mesmo após 11 dias da entrada do corpo no IML. O enterro dos restos mortais de, Antônio Marcos, ocorreu em uma cerimonia marcada pela presença de agentes repressores da época, que ameaçarão a sua família, caso decidissem denunciar o ocorrido ou tentassem fazer a abertura do caixão que estava lacrado.

### Divergências no caso da morte
Inicialmente o corpo de Antônio Marcos foi reconhecido como sendo de Nelson Rodrigues Filho, filho do dramaturgo Nelson Rodrigues, que era conhecido como Prancha, e que atuou no Movimento Revolucionário 8 de Outubro (MR-8). O corpo inclusive chegou a ser reconhecido pelo próprio irmão de Nelson Rodrigues, Jofre Rodrigues. Contudo verificou-se que era um engano, e desde então o Serviço Nacional de Informações (SNI) passou a exigir exames das impressões digitais e da arcada dentária dos mortos, para que casos como esse não se repetissem.
Enterrado por familiares na presença de militares que insultavam e faziam ameaças à família, a versão oficial de sua morte e das outras duas companheiras  foi a de ter ocorrido em tiroteio com a polícia. Em 2013, o setor carioca da Comissão da Verdade fez novas investigações sobre o caso. Documentos em arquivos públicos foram vasculhados, seus integrantes foram a Quintino ouvir vizinhos e testemunhas da época, solicitaram peritos de  Brasília e conseguiram o depoimento de um especialista que, em 1972, examinou os corpos no IML. De acordo com este especialista, não havia qualquer vestígio de pólvora nas mãos dos mortos, o que colocou por terra a versão do governo de que havia ocorrido um tiroteio com a morte dos guerrilheiros. A execução dos três foi então reconhecida oficialmente pela Comissão e permitiu aos parentes das vítimas entrarem com ações contra o Estado por assassinato. Dessa forma, foi possível que a história fosse contada de forma mais verdadeira, elucidando os fatos e contradizendo os documento oficiais que eram forjados na época.
A conclusão da Comissão Nacional da Verdade, foi de que seu falecimento foi de fato causada pelos agentes do estado em um contexto nacional de violação dos direitos humanos no qual aconteceu durante o período da ditadura civil militar. Para honrar sua memória e atualizar os fatos, a comissão recomenda a retificação da certidão de óbito e continuação das investigações sobre as circunstancias ocorridas para responsabilização os agentes envolvidos.